# Фудзимино
Фудзимино (яп. ふじみ野市 Фудзимино-си) — город в Японии, находящийся в префектуре Сайтама. Площадь города составляет 14,67 км², население — 109 418 человек (1 августа 2014), плотность населения — 7458,62 чел./км².

## Географическое положение
Город расположен на острове Хонсю в префектуре Сайтама региона Канто. С ним граничат города Кавагоэ, Фудзими и посёлок Миёси.

## Население
Население города составляет 109 418 человек (1 августа 2014), а плотность — 7458,62 чел./км². Изменение численности населения с 1980 по 2005 годы:
| 1980 | 93 467 чел.  |  |
| 1985 | 94 673 чел.  |  |
| 1990 | 97 974 чел.  |  |
| 1995 | 96 390 чел.  |  |
| 2000 | 100 118 чел. |  |
| 2005 | 101 960 чел. |  |